# Lucas Marques
Lucas Rios Marques vagy egyszerűen Lucas (Passos, 1988. március 26. –), brazil labdarúgó, a Palmeiras hátvédje.